# Молдан, Бедржих
Бедржих Молдан (чеш. Bedřich Moldan; род. 15 августа 1935 года, Прага) — чешский геохимик, эколог, публицист и политик, сыгравший значительную роль в создании чешского экологического законодательства после Бархатной революции, его называют одним из важнейших представителей чехословацкой и чешской экологической школы. Он является всемирно известным экспертом в области аналитической химии, биохимии и окружающей среды. Своей обширной педагогической, публицистической, организационной, политической и дипломатической деятельностью он оказал фундаментальное влияние на несколько поколений экологов и существенно участвовал в становлении правовой системы охраны окружающей среды в Чехии.

## Биография
Родился 15 августа 1935 года в Праге в семье полицейского следователя. Провёл детство в пражском районе Коширже. После окончания войны вместе с семьёй переехал в Дечин, где в 1954 году окончил местную гимназию. В шестом классе гимназии он присоединился к отряду Восходящего Солнца движения «Woodcraft», которое основал в гимназии Зденек Клен Фишера. В отряде он в полной мере испытал экспедиции на природу Чешской Швейцарии и летние лагеря в Татрах. По оценке Молдана, книги Эрнеста Сетон-Томпсона и его подход к природе и жизни оказали на него влияние на протяжении всей жизни. После окончания гимназии, поступил на факультет математики и физики Карлова университета по специальности Аналитическая химия. После окончания учебы в университете, проработал некоторое время учителем начальных школ в районе Праги 6.
Его жена — профессор Богемистики Добрава Молданова, у них двое сыновей и дочь, а также шестеро внуков.

### Образование и профессиональная карьера
В 1959–1989 годах работал научным сотрудником Центрального геологического института. Занимался аналитической химией, исследовал геохимию окружающей среды и возглавлял отдел биогеохимии. В это время он также работал секретарем Чехословацкого спектроскопического общества. В 1964 году стал кандидатом химических наук.
В 1992 году он стал доцентом Карлова университета в области геохимии. В 1997 году назначен профессором в области охраны окружающей среды. В 2010 году получил степень почетного доктора Университета Яна Эвангелисты Пуркине в Усти-над-Лабем.
Был одним из основателей и секретарем экологической секции Биологического общества Академии наук Чехословакии. Был главным переводчиком на чешский язык первого доклада Римского клуба Пределы роста.
Он стал основателем и до 2014 года директором Центра экологических проблем Карлова университета, а с 2014 года работает заместителем директора.
В 1991–1997 годах занимал должность председателя Чешского союза защитников природы. В 1991–1998 годах был председателем Национальной климатической программы Чехии, в 1993–2000 годах – председателем Научного совета Теплицкой программы.

## Политическая деятельность
С 5 декабря 1989 года и до июня 1990 года был министром без портфеля в чешском правительстве, а после июньских выборов, с 29 июня 1990 по январь 1991 года, был первым чешским министром окружающей среды в правительстве Петра Питгарта от Гражданского форума. В январе 1991 года он был вынужден покинуть пост министра после того, как Петр Питгарт обвинил его в сотрудничестве с StB. Это обвинение впоследствии оказалось необоснованным и, по некоторым данным, было больше связано с разной политической ориентацией некоторых членов правительства. На должность министра в последствии он не вернулся.
В период с 1990 по 1992 год был депутатом Чешского национального совета.
Был одним из основателей ODS. Принял участие в выборах в Сенат в 2004 году и был избран сенатором от 40-го избирательного округа (Кутна-Гора). В Сенате был членом комитета территориального развития, государственного управления и окружающей среды.
В январе 2010 года покинул ODS и начал сотрудничать с возникшей TOP 09 в рамках создания её экологической программы. Позднее, в 2011 году вступил в TOP 09.
В июне 2010 года на переговорах о возникновении нового правительства, TOP 09 поручила ему вести переговоры по вопросам окружающей среды, сельской местности и сельскому хозяйству, где он защищал, в отличие от представителей ODS и VV, сохранение министерства окружающей среды.
На выборах в Сенат в 2010 году, баллотировался как беспартийный кандидат от коалиции ТОP 09 и STAN в 25-м избирательном округе (Прага 6). Однако во втором туре он проиграл кандидату ODS Петру Братскому с разницей в 70 голосов. После судебного пересчета голосов потери проигрыш сократился до 59 голосов.
На выборах в Сенат в 2012 году, баллотировался как беспартийный кандидат от коалиции ТОP 09 и STAN в 47-м избирательном округе (Наход). Однако с 6,03% голосов он занял 9-е место и, таким образом, не прошел во второй тур.

## Награды
- Медаль «За заслуги» 1 степени (2023)